# محمود استادمحمد
محمود استادمحمّد (۳ آبان ۱۳۲۹ – ۳ مرداد ۱۳۹۲) نمایشنامه‌نویس، کارگردان و بازیگر تئاتر ایرانی بود.

## زندگی
او در سال ۱۳۲۹ در محله دروازه دولاب تهران به دنیا آمد. فعالیت نمایشی خود را در نوجوانی پس از آشنایی با استادش محمد آستیم و سپس نصرت رحمانی و عباس نعلبندیان و با بازی در نمایش‌های بیژن مفید و عضویت در آتلیه تئاتر آغاز کرد و در سال ۱۳۴۷ با بازی در نمایش «شهر قصه» (در نقش خر) به شهرت رسید. وی همچنین در سال ۱۳۴۸ در نمایش «نظارت عالیه» به کارگردانی ایرج انور به ایفای نقش پرداخت. او پس از انحلال آتلیه تئاتر، در سال ۱۳۵۰ به بندر عباس سفر کرد و در آنجا گروه نمایشی «پتوروک» را تشکیل داد. وی در سال ۱۳۵۱ دوباره به تهران مراجعت نمود.
محمود استادمحمد پس از نوشتن نمایشنامه‌های متعدد، در سال ۱۳۶۴ به کانادا مهاجرت کرد. وی در سال ۱۳۷۷ دوباره به ایران بازگشت و فعالیت هنری خود را از سر گرفت. او در صبح پنج‌شنبه سوم مرداد ۱۳۹۲ به دلیل سرطان کبد در بیمارستان جم تهران درگذشت.
به گفته دخترش داروهای پدرش را به ناگزیر و به دلیل گرانی دارو بر اثر نوسانات قیمت ارز قطع کردند.
او همسر آهو خردمند بازیگر تئاتر بوده و ترانه آهوی پر کرشمه که مارتیک آن را اجرا کرده را او برای همسرش سروده‌است.

## آثار
- ۱۳۵۳ - نمایش «آسید کاظم»، فیلمنامهٔ سریال «پژواک» و نویسندگی و کارگردانی سریال «گذر خلیل ده‌مرده» و نمایش «رسم زمانه»
- ۱۳۵۵ - فیلمنامهٔ «جنگ اطهر»
- ۱۳۵۶ - نمایشنامه‌های «دقیانوس امپراتور شهر اقیانوس»، «سیری محتوم»، «چهل پله تا مرگ» و «شب بیست و یکم»
- ۱۳۵۹ - نمایشنامه‌های «قصص القصر» و «آنها مأمور اعدام خود هستند»
- ۱۳۶۱ - نمایشنامه‌های «خونیان و خوزیان»، «گل یاس»، «خانه سالمندان» و «هم عکس»
- ۱۳۶۳ - فیلمنامه و بازی در فیلم «سیاه راه»
- ۱۳۶۴ - نویسندهٔ سریال تلویزیونی «سایه همسایه»
- ۱۳۷۷ - بازی در سریال «همشاگردی‌ها» به کارگردانی احمد نجیب‌زاده[۴]
- ۱۳۷۸ - نویسندگی و کارگردانی نمایش «آخرین بازی»
- ۱۳۸۰ - نویسندگی و کارگردانی نمایش «دیوان تئاتر ال»
- ۱۳۸۱ - سرودن ترانهٔ «آهوی پرکرشمه» برای مارتیک
- ۱۳۸۲ - نویسندگی «سپنج رنج و شکنج»
- ۱۳۸۷ - نویسندگی و کارگردانی نمایش «عکس خانوادگی»
- ۱۳۸۸ - بازی در سریال «در چشم باد» به کارگردانی مسعود جعفری جوزانی